# Nacospatangus
Genre
Synonymes
- Concophorus †
- Gonimaretia H.L. Clark, 1917
- Loncophorus Studer, 1881
- Pseudomaretia Koehler, 1914

Nacospatangus est un genre d'oursins de la famille des Maretiidae.

## Description et caractéristiques
Ce sont des oursins irréguliers, dont la large bouche filtreuse est située à l'avant de la face inférieure de l'animal, et l'anus en position terminale arrière.
Ils se distinguent au sein de leur famille par le degré de tuberculation dans les ambulacres latéraux et d'enfoncement du périprocte. 

## Liste des genres
Selon World Register of Marine Species (26 octobre 2020) :
- Nacospatangus altus (A. Agassiz, 1864) -- Indo-Pacifique tropical
- Nacospatangus depressus H.L. Clark, 1917 -- Basse Californie
- Nacospatangus gracilis A. Agassiz, 1873 -- archipel Juan Fernández
- Nacospatangus interruptus (Studer, 1880) -- Australie
- Nacospatangus laevis (H.L. Clark, 1917) -- archipel Juan Fernández (syn. Gonimaretia laevis)
- Nacospatangus oblongus (Mortensen, 1950) -- Galapagos (syn. Pseudomaretia oblonga)
- Nacospatangus tylotus (H.L. Clark, 1917) -- Philippines

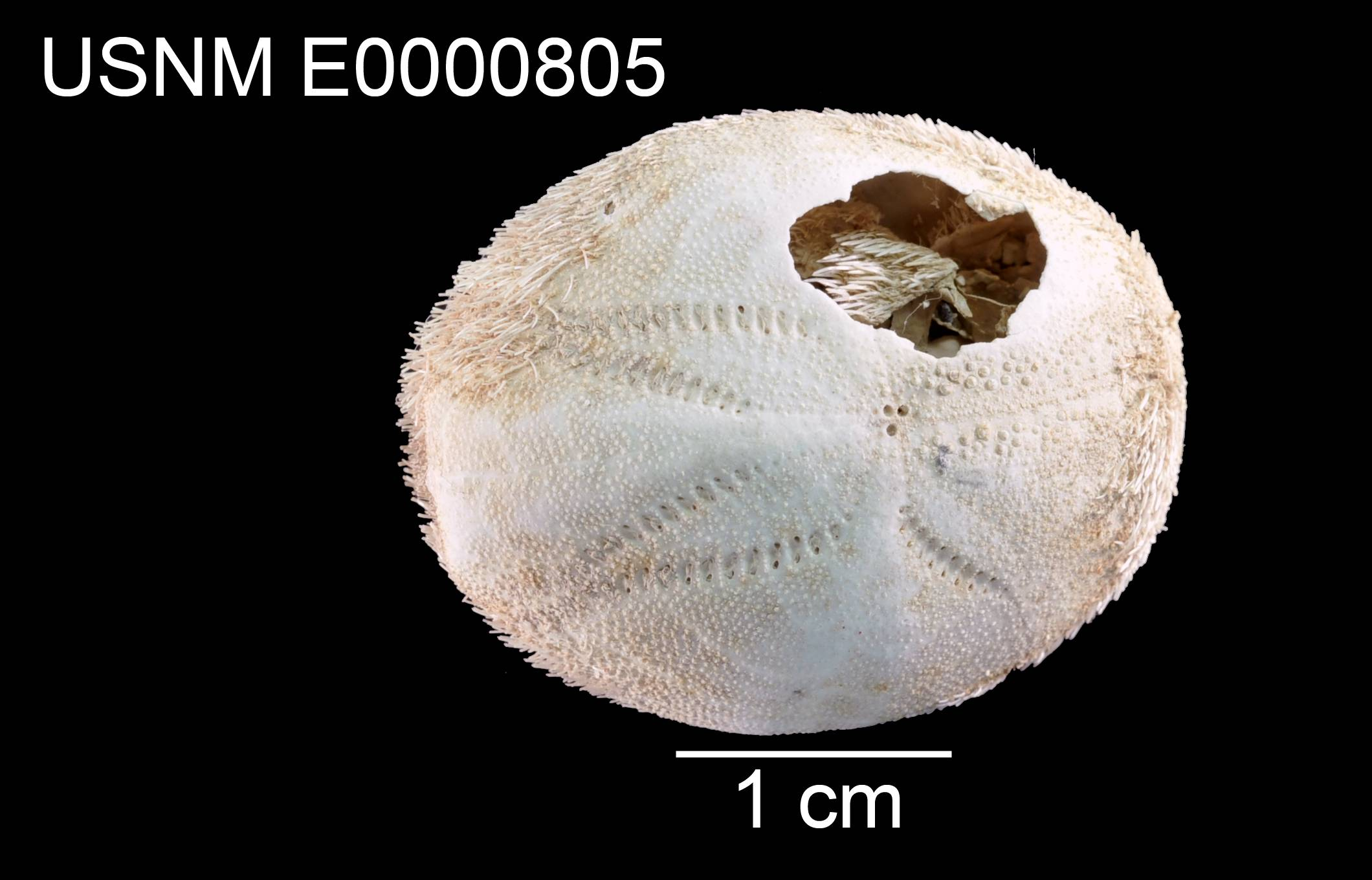
Nacospatangus laevis.
Nacospatangus oblongus.